# Vickers Wellesley
Виккерс «Уэллсли» (англ. Vickers Wellesley) — британский средний бомбардировщик, одномоторный цельнометаллический моноплан. Создан в КБ фирмы Vickers-Armstrongs под руководством Барнса Уоллеса. Самолёт назван в честь британского политического и военного деятеля XIX века Артура Уэлсли. Первый полёт прототипа состоялся 19 июня 1935 года. Принят на вооружение британских ВВС в апреле 1937 года. Во время Второй мировой войны применялся из Судана и Адена против итальянцев в Эфиопии. Позже служили как патрульные самолёты на Красном море. Всего изготовлено 1 прототип и 176 серийных самолётов.

## Модификации
Type 281 Wellesley
Фирменное обозначение бомбардировщика.
Type 287 Wellesley Mk I
Двух- и позже трёхместный средний бомбардировщик. Отдельные фонари кабины пилота и стрелка.
Wellesley Mk II
Неофициальное обозначение самолётов с удлинённым фонарём кабины, накрывающим пилота и бомбардира.
Type 289
Летающая лаборатория для испытаний двигателя Hercules HE15.
Type 291
Учебный самолёт для слепых полётов.
Type 292
5 переделанных для дальних перелётов: система аварийного сброса топлива, капоты типа NACA и ряд других изменений. 3 из этих самолётов использовались в попытке побить рекорд дальности 5.11.1938 (беспосадочный перелёт из египетской Исмаилии через Саудовскую Аравию, Британскую Индию и Голландскую Ост-Индию в Дарвин, Австралия; 11518 км были преодолены к 7 ноября). Долетели 2 из 3 (L2638 и L2689), этот рекорд был побит лишь в ноябре 1945 года.
Type 294
Прототип с усиленным крылом для резки тросов аэростатов заграждения.
Type 402
3-местный опытный самолёт.

## Тактико-технические характеристики
Источник данных: Barfield, 1973.

Технические характеристики
- Экипаж: 2-3 человека
- Длина: 11,96 м
- Размах крыла: 22,73 м
- Высота: 3,76 м
- Площадь крыла: 58,53 м²
- Масса пустого: 2 828 кг
- Нормальная взлётная масса: 5 035 кг
- Максимальная взлётная масса: 5 670 кг
- Силовая установка: 1 × радиальный Bristol Pegasus XX
- Мощность двигателей: 1 × 950 л.с. (1 × 700 кВт (взлётная))
- Воздушный винт: De Havilland (лицензионный Hamilton Standart)

Лётные характеристики
- Максимальная скорость: 307 км/ч
- Крейсерская скорость: 299-301 км/ч
- Посадочная скорость: 87,7 км/ч
- Практическая дальность: 2 132 км (при нормальной взлётной массе)
- Перегоночная дальность: 3 653 км
- Практический потолок: 9 906 м
- Скороподъёмность: 5,5 м/с
- Нагрузка на крыло: 85,93 / 96,92 кг/м² (при нормальной / максимальной взлётной массе)
- Тяговооружённость: 131,4 / 116,7 Вт/кг (12,34 / 13,9 фунт/л.с.)(при нормальной / максимальной взлётной массе)

Вооружение
- Стрелково-пушечное:  
  - 1 × 7,7 мм пулемёт Виккерс (фиксированный для стрельбы вперёд, в правом полукрыле)
  - 1 × 7,7 мм пулемёт Vickers K в задней кабине
- Боевая нагрузка: 907 кг

## Эксплуатанты
Великобритания
- ВВС Великобритании: эскадрильи 7, 14, 35, 45, 47, 76, 77, 117, 148, 207, 223, 267.

 Южно-Африканский Союз
- ВВС ЮАС

 Египет:
- Королевские ВВС Египта: в феврале 1940 года 3 самолёта  (K7728, K7735 и K8531) были проданы Египту и вошли в состав его военно-воздушных сил[1].